# Asterostomulina
Asterostomulina är ett släkte av svampar. Asterostomulina ingår i divisionen sporsäcksvampar och riket svampar.